# Museo de Holstein Oriental en Eutin

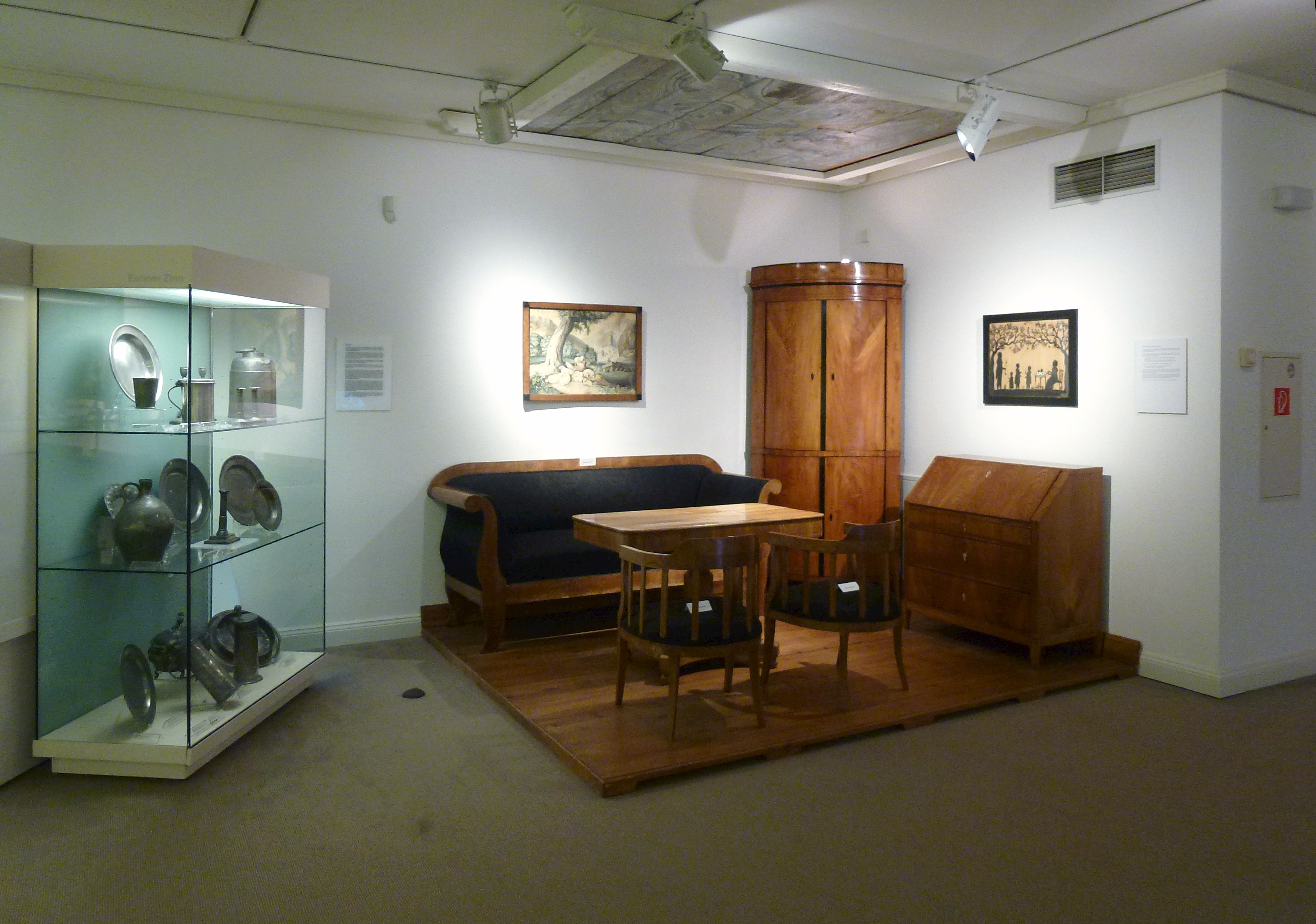
Exposición permanente del Museo de Holstein Oriental en Eutin.

El Museo de Holstein Oriental en Eutin (en alemán: Ostholstein-Museum Eutin) es el museo de historia y cultura de Holstein Oriental. Holstein Oriental es un distrito del estado federal de Scheleswig-Holstein, en Alemania. El museo se encuentra ubicado en el antiguo edificio de las caballerizas del Palacio de Eutin.

## Contenido del museo
- La historia del distrito de Holstein Oriental, abarcando la época del Principado de Lübeck (1803-1937) y la del antiguo distrito de Eutin (1937-1970).[1]
- Exposición permanente sobre la época en que Eutin era conocida como la “Weimar del norte” (alrededor de 1800),[2] mostrando la vida y obra de Carl Maria von Weber, Johann Heinrich Wilhelm Tischbein, Federico Leopoldo de Stolberg-Stolberg, y Johann Heinrich Voss.[3]
- Obra pictórica con paisajes de Eutin y las tierras que la rodean.
- La vida burguesa y su industria: joyería, orfebrería y cerámica, incluyendo la Stockelsdorfer Fayencemanufaktur (Fábrica de cerámica de Stockeldorf).[4]

## Historia
El museo fue fundado en 1889 por la Sociedad de Arqueología y Arte del Principado de Lübeck a instancias del pastor protestante Heinrich Aye, gran conocedor y estudioso de la historia local de Eutin.
En 1934 el museo adquiere la consideración de “Landesmuseum” (su contenido abarca todo el Landesteil Lübeck, es decir, el Principado-Obispado de Lübeck).
En 1937 se crea por ley el distrito de Eutin, que se hace cargo del museo, pasando a denominarse “Kreis-Heimat-Museum” (Museo de historia local del distrito). El museo se traslada al antiguo Hospital de St. Georg, un edificio del siglo XVIII ocupado hasta entonces por unas escuelas, y otro edificio anexo, el “Organistenhaus” (Casa del organista). La colección se reestructura y ordena, incluyendo, entre otros, la documentación histórica del Principado de Lübeck, y el período de efervescencia cultural de Eutin cuando se conoció como la “Weimar del norte”, alrededor de 1800, cuando congregó a creadores tales como el compositor Carl Maria von Weber, el pintor Johann Heinrich Wilhelm Tischbein, o el poeta Johann Heinrich Voss, de los que el museo da cuenta de su vida y su obra.
Durante la Segunda Guerra Mundial, en 1942, las colecciones del museo son evacuadas y guardadas. 
En 1948 reabre el museo, trasladándose su contenido nuevamente al antiguo Hospital de St. Georg.
El museo fue trasladado a las instalaciones que hoy ocupa, en el edificio de las caballerizas del palacio de Eutin, en 1986. Para ello, las estancias que ocupa fueron previamente sometidas a una adaptación para el uso que se les daría. La colección de prehistoria e historia antigua que allí había se trasladó al entonces Museo de Holstein Oriental en la ciudad de Neustadt in Holstein (hoy Museo zeiTTor de Neustadt in Holstein).
En 1989 el museo pasa a llamarse Museo de Holstein Oriental en Eutin (Ostholstein-Museum Eutin).
En 2005 el museo sufrió una remodelación, quedando la primera planta para la exposición permanente, y la planta baja y la superior para exposiciones temporales.